# Орлов Починок
Орлов Починок — упразднённая в 2020 году деревня в Великоустюгском районе Вологодской области.
Входит в состав Верхнешарденгского сельского поселения, с точки зрения административно-территориального деления — в Верхнешарденгский сельсовет.
Расстояние по автодороге до районного центра Великого Устюга — 60 км, до центра муниципального образования Верхней Шарденьги — 15,5 км. Ближайшие населённые пункты — Осница, Москвин Починок, Якушино.
По данным переписи в 2002 году постоянного населения не было.